# Королівка (Польща)
Королівка (Королювка, пол. Korolówka) — село в Польщі, у гміні Володава Володавського повіту Люблінського воєводства. Населення — 332 особи (2011).

## Історія
За даними етнографічної експедиції 1869—1870 років під керівництвом Павла Чубинського, у селі переважно проживали греко-католики, які розмовляли українською мовою.
У 1921 році село входило до складу гміни Володава Володавського повіту Люблінського воєводства Польської Республіки.
У 1938 році польська влада в рамках великої акції руйнування українських храмів на Холмщині і Підляшші знищила місцеву православну церкву. Під час Другої світової війни в селі діяла українська школа. Українська школа продовжувала діяти й у 1944-1946 роках, вже за радянської влади. У 1943 році в селі проживало 297 українців і 134 поляки.
Як звітував командир сотні УПА Іван Романечко («Ярий»), 30 травня 1946 року Військо Польське з метою депортації українців до УРСР вивезла місцевих жителів з Королівки на залізничну станцію. У рамках операції «Вісла» до 8 липня 1947 року польська армія виселила із села 98 українців, а з 7 до 18 липня — ще 7. У селі залишилося 115 осіб, усі поляки.
У 1975—1998 роках село належало до Холмського воєводства.

## Населення
У 1823 році в селі мешкала 581 особа, у 1893 році — 580 осіб.
За офіційним переписом населення Польщі 10 вересня 1921 року в селі налічувалося 97 будинків та 460 мешканців, з них:
- 212 чоловіків та 248 жінок;
- 435 православних, 25 римо-католиків;
- 390 українців, 70 поляків.

Демографічна структура станом на 31 березня 2011 року:
|          | Загалом | Допрацездатний вік | Працездатний вік | Постпрацездатний вік |
| -------- | ------- | ------------------ | ---------------- | -------------------- |
| Чоловіки | 159     | 33                 | 114              | 12                   |
| Жінки    | 173     | 47                 | 93               | 33                   |
| Разом    | 332     | 80                 | 207              | 45                   |

## Релігія
Вперше церква в Королівці згадується 1703 року. 1773 року була зведена нова церква, а в 1894 році ще одна. Фундатором була місцева українська (русинська) громада. 1 липня 1938 року польська влада зруйнувала місцеву православну церкву.